# Шарпшутер
Шарпшутер (англ. Sharpshooter «влучний стрілець; слідопит») — найменування солдата підрозділів в армії США часів Громадянської війни, попередників марксманів, які чудово володіли навичками стрільби.
В англійській мові «шарпшутером» також називають піхотинця з відмінними показниками стрільби: так, в армії США влучний стрілець нагороджується значком «експерта», «марксмана» або «шарпшутера».

## Історія

### Наполеонівські війни
Підрозділи особливо влучних стрільців існували в британській армії. Більша частина британських солдатів була озброєна гладкоствольными мушкетами, які не відрізнялися високою точністю, проте британські «Зелені мундири» мали більш ефективну зброю — кременеві мушкети Бейкера. Завдяки нарізному стволу з щільними канавками точність стрільби значно зростала, хоча мушкет перезаряджався довше. Саме такі стрілки були елітою британської армії, яка вела розвідку позицій ворога і першої вступала в бій, затримуючи противника.
23 червня 1801 року вийшов номер газети «Edinburgh Advertiser», в якому згадали слово «Sharp Shooter» в значенні не тільки влучного стрільця, але і найменування підрозділу. Однак згадка цього терміна датується і 1781 роком: вважається, що це буквальний переклад з німецького слова «Scharfschütze» (нім. снайпер).

### Громадянська війна в США
Під час Громадянської війни в США шарпшутери вели обмежені бойові дії, оскільки командування прагнуло уникнути звичайних втрат, які викликаються перестрілками на невеликих дистанціях. Шарпшутери, які використовувалися обома сторонами, рідше були снайперами, частіше — розвідниками і безпосередніми учасниками боїв. Вони були добре озброєні і навчені, першими вступали в бій.
Незважаючи на те, що шарпшутери досить ефективно застосовувалися обома сторонами, жителі півдня мали в цьому плані безумовну перевагу як в кількісному, так і якісному відношенні, з двох причин: по-перше, вони мали дуже широкий мобілізаційний потенціал для набору висококласних стрільців, в південних штатах традиційно були дуже розвинені полювання й стрілецький спорт, як елементи збройової культури в цілому, тому кількість добре підготовлених влучних стрільців на Півдні значно перевищувала наявність таких у Союзу (Бердану доводилося комплектувати свій полк головним чином із спортсменів, озброєних спортивними ж гвинтівками, мисливців нізвідки було набрати в такій кількості), по-друге, шарпшутери жителів півдня були озброєні імпортованими з Англії гвинтівками Вітворта, неперевершеними по своїй точності серед усіх гвинтівок того часу завдяки полігональній нарізці стволу і унікальній подовженій кулі, які забезпечували прицільний вогонь на відстані до півтора тисяч ярдів, що було абсолютно фантастичною дальністю для стрілецької зброї того часу, на Півночі відмовилися від закупівель гвинтівок цієї моделі. Завдяки «вітвортам», які називали «диво-гвинтівками», конфедератам вдалося вбити безліч офіцерів і навіть кількох генералів противника. Мали місце трагікомічні ситуації, так наприклад, у битві під Спотсильвейні генерал Союзу Джон Седжвік, походжаючи вздовж солдатів, дорікав їм у боягузтві, стверджуючи, що з такої відстані супротивник не влучить навіть у слона в повний зріст, договорити він не встиг, випущена шарпшутером конфедератів куля з «вітворта» з тисячі ярдів потрапила йому в обличчя, Седжвік впав замертво. Навіть примітивний підрахунок втрат обох сторін свідчить не на користь жителів Півночі.

#### Жителі Півночі

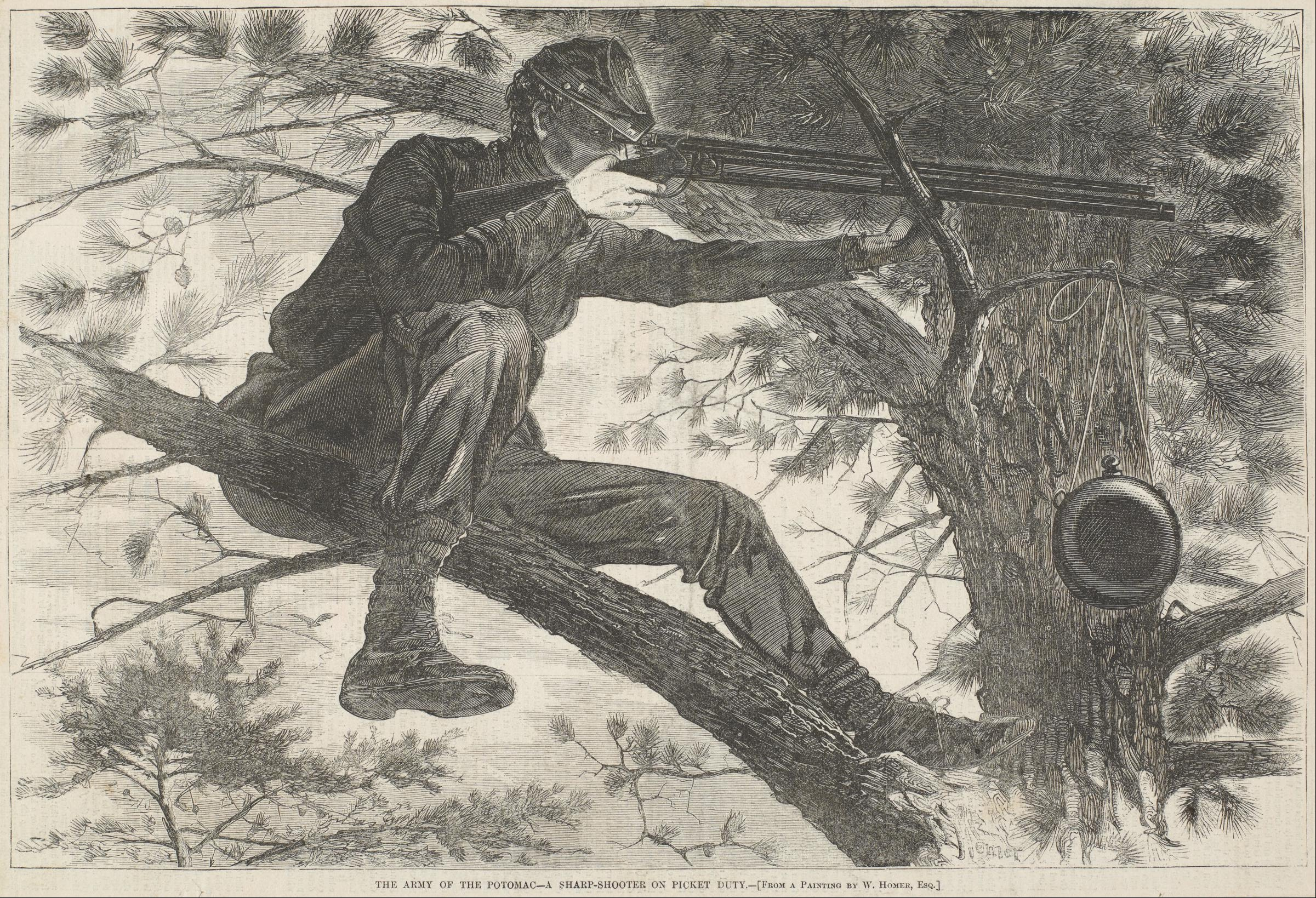
Шарпшутер Потомакської армії на аванпості

Найбільшими підрозділами шарпшутерів в Армії Союзу були 1-й і 2-й добровольчі полки влучних стрільців. Вони складалися з чоти, де служили уродженці Східного узбережжя. Командував ними генерал Хайрем Бердан, винахідник і один з кращих стрільців США. У Потомакської армії також була рота K 1-го Мічиганського добровольчого полку влучних стрільців, до складу якої входили індіанці племен одава, оджибве і потаватомі.
На Західному театрі бойові дії вели бійці 66-го Іллінойського добровольчого піхотного полку ветеранів, відомого як «Західні влучні стрілки Берджа» або «Західні шарпшутери — 14-й полк добровольців Міссурі». Їх навчання проводив у казармах Сент-Луїс-Бентон генерал-майор Джон Фрімонт. У шарпшутери цього полку записувалися уродженці Західних штатів Огайо, Мічиган, Іллінойс, Міссурі. Мінімальна вимога до кожного бійця — вміти потрапляти 10 пострілами в коло діаметром 7,5 см на відстані 182,88 м. Зброєю шарпшутерів були гвинтівки Плейна, які виготовляв зброяр Хорейс Дімік.
«Гвинтівки Діміка» (англ. Dimick Rifles) були спеціально модифіковані для ведення снайперського вогню: до них кріпився спеціальний «патентований приціл Лоуренса» (англ. Lawrence Patent Sight), стрільба велася «швейцарськими єгерськими» круглими кулями, які відібрав Дімік як найбільш точні. Це був єдиний підрозділ федеральних військ, оснащений такими «мисливськими рушницями». Восени 1863 року на озброєння полку надійшла магазинна гвинтівка Генрі, яка давала перевагу жителям півночі у веденні вогню. 250 солдатів Західних шарпшутерів придбали на власні кошти ці гвинтівки: в середньому кожна рушниця коштувала 40 доларів, що перевищувало оклад рядового за три місяці. Річард Єйтс-старший, губернатор штату Іллінойс, у 1864 році на власні кошти закупив гвинтівки Генрі для солдатів 64-го Іллінойського добровольчого піхотного полку, який став відомим як «стрілки Єйтса».

#### Жителі Півдня
Шарпшутери використовувалися в Армії КША в якості легкої піхоти, яка вела розвідку позицій супротивника і зав'язувала бій. Полковник 5-го Алабамського піхотного полку Роберт Роудс (пізніше генерал-майор) відповідав за підготовку шарпшутерів. Використовувалися вони жителями Півдня куди ширше, ніж жителями Півночі: існували напів-професійні підрозділи на полковому рівні і батальйони різних розмірів, прикомандировані до більш великих військових формувань. Серед відомих підрозділів виділяються 1-й Джорджианський батальйон влучних стрільців і ще три батальйонт з Джорджії, 9-й Міссурійський батальйон влучних стрільців Пінделла і батальйони влучних стрільців з Південновірджинської армії.
Луїс Леон, шарпшутер 53-го Північнокаролінського полку, у своїх мемуарах писав, що ніс службу на аванпостах і безпосередньо брав участь в битвах. В його роті було всього 12 шарпшутерів, включаючи його самого, але тільки він та ще один чоловік вижили після битви при Геттісберзі. Як повідомляв полковник Джеймс Морхед, рядовий Леон в бою застрелив шарпшутера Союзу, яким виявився індіанцем з Канади.